# Xaibe
Xaibe, (/ ʃaɪˈbeɪ /) es un pequeño asentamiento rural en el país de Belice que consiste principalmente en personas de la etnia maya yucateca. Se encuentra ubicado en el distrito de Corozal. El nombre Xaibe significa literalmente 'encrucijada'. La gente de la civilización maya a menudo atravesaba el pueblo para llegar a otros pueblos mayas. La población del pueblo es muy pequeña. Los últimos datos disponibles de la población de Xaibe en 2010 revelaron que tenía una población modesta de aproximadamente 1,575 personas. [1] Sin embargo, hay evidencia del hecho de que las personas pertenecientes a la civilización maya residían en la aldea de Xaibe. Estas personas luego se trasladaron gradualmente a México, justo al otro lado de la frontera en el momento de la Guerra de Castas de Yucatán.

## Geografía
Xaibe se localiza geográficamente a 18°23′0″ N y 88°26′0″ O.

## Historia
Durante la Guerra de Castas en Yucatán, la localidad recibió una inmigración de indígenas procedentes de México.

## Desastres
Debido a su ubicación en la costa del Caribe, es vulnerable a los ciclones tropicales; Huracán Janet y Huracán Dean, ambas tormentas Categoría 5, tocaron tierra cerca de la aldea de Xaibe en 1955 y 2007 respectivamente. El pueblo fue gravemente dañado por el huracán Janet en 1955 y fue reconstruido sustancialmente.

## Acceso
Los aeropuertos más cercanos a la región incluyen el aeropuerto internacional de San Pedro, que está a solo 3 millas (4,82 km), el aeropuerto internacional Philip SW Goldson está a 60 millas (96,5 km) y el aeropuerto internacional de Chetumal, ubicado a 10 millas (16,09 km) en el vecino país de México. Las ciudades y pueblos cercanos a Xaibe son Xcanluum, Patchakan, Chan Chen, Carolina, Calcuta, San Antonio, Ranchito y San Andrés. Xaibe también se encuentra a solo 4 km de la capital del distrito, la ciudad de Corozal, ubicada en la bahía de Corozal.

## Educación
Solo hay una escuela ubicada dentro de los límites del pueblo: Xaibe Roman Catholic School (Escuela Xaibe R.C.). La escuela tiene tres divisiones principales: división infantil, división media y división superior. La División Infantil se divide en Infante I, Infantil II y Estándar I, a donde asisten niños de cinco a siete años. La división media comprende el estándar II y el estándar III. Asisten estudiantes de ocho a diez años. La División Superior comprende los Estándares IV, V y VI, que son para estudiantes de once a trece años de edad. En este último nivel, los estudiantes comienzan a prepararse para su examen de escuela primaria (PSE), que se graduará de la escuela primaria.

## Política
El pueblo en su conjunto ha votado repetidamente por el consejo de la aldea PUP, encabezado por Luciano Noh, durante más de 6 años y los asuntos de la comunidad, según casi todos los residentes, han funcionado bien en el consejo actual. Sin embargo, como es el caso en todo Belice, las finanzas son cada vez más ajustadas y las oportunidades de empleo son más escasas, y los aldeanos de Xaibe no son inmunes a "sentir el pellizco". Los comerciantes se quejan de una mayor competencia entre los vendedores, una situación que empeora por la disminución general de la demanda de bienes a medida que más aldeanos se ven obligados a depender de los productos mexicanos de contrabando únicamente para poder mantenerse a sí mismos y a sus familias a medida que la inflación sigue afectando a las comunidades rurales en todo nuestro país.

## Economía
La mayoría de los aldeanos hicieron su riqueza durante el clímax de la industria de la caña de azúcar, y los aldeanos están agradecidos con la economía pasada por haber provisto casas y tierras que, en los tiempos difíciles de hoy, serían imposibles de adquirir. Sin embargo, la fuerza laboral de Xaibe hoy se ha vuelto más fluida por la fuerza, ajustándose a nuevas industrias y vacantes de empleo que al menos proporcionarán un salario mínimo, como en la granja de papaya de Fruta Bomba cercana, y en la industria minorista y de servicios en el Zona franca y casinos fronterizos. Para aquellos que no han podido obtener empleo localmente, muchos han abandonado el pueblo para unirse a las industrias turísticas más prometedoras en los Cayes y en otras partes del país, aunque la crisis económica actual está garantizando que muchos de ellos sufran un- (o menos) ) empleo también.

## Clima
El clima en Xaibe es subtropical, similar al del centro o sur de Florida. En invierno, las temperaturas pueden bajar a los 50 grados F por la noche, pero nunca hay heladas. En primavera y verano, el termómetro puede alcanzar los 90 grados bajos al mediodía y caer solo a los 70 por la noche.
| hideClimate data for Xaibe                        | hideClimate data for Xaibe | hideClimate data for Xaibe | hideClimate data for Xaibe | hideClimate data for Xaibe | hideClimate data for Xaibe | hideClimate data for Xaibe | hideClimate data for Xaibe | hideClimate data for Xaibe | hideClimate data for Xaibe | hideClimate data for Xaibe | hideClimate data for Xaibe | hideClimate data for Xaibe | hideClimate data for Xaibe |
| Mes                                               | Enero                      | Febrero                    | Marzo                      | Abril                      | Mayo                       | Junio                      | Julio                      | Agosto                     | Setiembre                  | Octtubre                   | Noviembre                  | Diciembre                  | Año                        |
| ------------------------------------------------- | -------------------------- | -------------------------- | -------------------------- | -------------------------- | -------------------------- | -------------------------- | -------------------------- | -------------------------- | -------------------------- | -------------------------- | -------------------------- | -------------------------- | -------------------------- |
| Temp Max Media °C (°F)                            | 24.3 (75.7)                | 25.1 (77.2)                | 26.4 (79.5)                | 26.7 (80.1)                | 25.8 (78.4)                | 25.1 (77.2)                | 24.8 (76.6)                | 24.8 (76.6)                | 24.9 (76.8)                | 24.7 (76.5)                | 24.4 (75.9)                | 24 (75)                    | 25.1 (77.1)                |
| Temp Media °C (°F)                                | 24.2 (75.6)                | 24.7 (76.5)                | 25.3 (77.5)                | 25.9 (78.6)                | 26 (79)                    | 26.5 (79.7)                | 26.9 (80.4)                | 26.2 (79.2)                | 25.6 (78.1)                | 25.1 (77.2)                | 24.5 (76.1)                | 23.9 (75.0)                | 25.4 (77.7)                |
| Precipitación Media mm (pulgadas)                 | 99.3 (3.91)                | 25.7 (1.01)                | 19.8 (0.78)                | 27.1 (1.07)                | 90.8 (3.57)                | 200.8 (7.91)               | 153.5 (6.04)               | 130.6 (5.14)               | 219.8 (8.65)               | 183.6 (7.23)               | 109.4 (4.31)               | 102.8 (4.05)               | 1,363.2 (53.67)            |
| Source: National Meteorologic Institute of Belize |                            |                            |                            |                            |                            |                            |                            |                            |                            |                            |                            |                            |                            |

- Datos: Q5683715